# سفارة دولة فلسطين لدى الولايات المتحدة المكسيكية
سفارة دولة فلسطين لدى الولايات المتحدة المكسيكية هي الممثلية الدبلوماسية العُليا لدولة فلسطين لدى الولايات المتحدة المكسيكية. تقع السفارة في مدينة مكسيكو.

## التاريخ
في 2 يونيو 2023، أعلنت وزارة الخارجية والمغتربين الفلسطينية عن إعادة تصنيف بعثتها الدبلوماسية لدى المكسيك من مستوى مفوضية إلى مستوى سفارة انسجامًا مع التعاون والصداقة التي تجمع البلدين.

## قائمة السفراء
- فوزي مصطفى المشني (تقاعد في 11-11-2005)
- سعيد موسى حمد (2006 –2010)
- رندة النابلسي (2010–2013)
- منجد محمد أمين صالح صالح (2013–2015)
- محمد عبد الكريم إبراهيم سعدات (2016–2024)
- نادية رشيد (2024–لا تزال)